# Eiji Hanayama
Eiji Hanayama (花山 英二 Hanayama Eiji?), född 21 augusti 1977 i Tochigi prefektur, är en japansk före detta fotbollsspelare.
Hanayama började sin karriär 1996 i Urawa Reds. Efter Urawa Reds spelade han för Gamba Osaka, Vegalta Sendai och Tochigi SC. Han avslutade karriären 2005.